# Oxítemo de Coronea

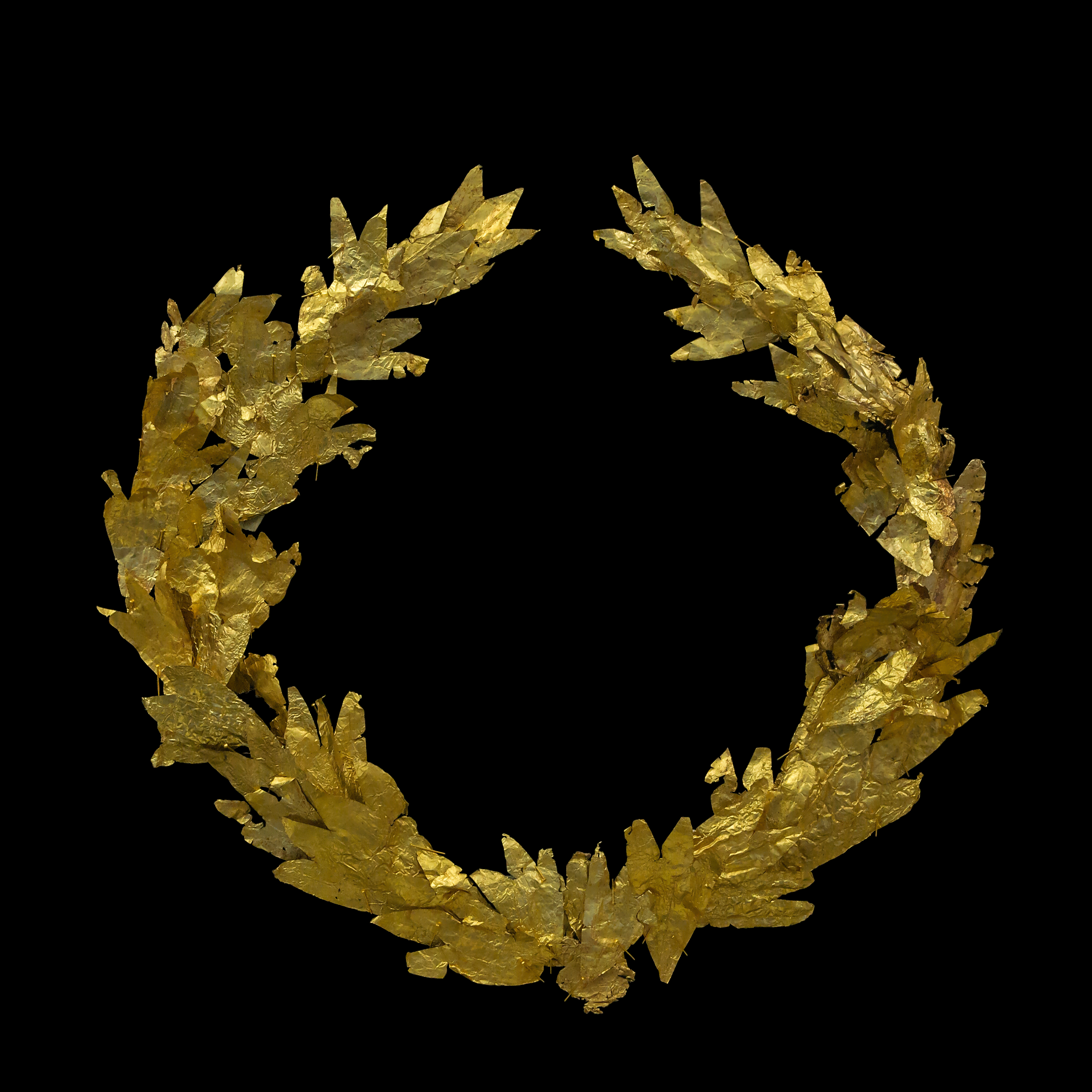
Corona de laurel que se conserva de la Antigua Grecia. Era uno de los premios a los ganadores de disciplinas de las Olímpíadas

Oxítemo (en griego Οεχίτημος) fue un atleta de la Antigua Grecia, de Coronea (Beocia), campeón de la XII edición de los Juegos Olímpicos (antiguos), celebrada en el año 732 a. C., en la disciplina de stadion (carrera de 180 metros). Esta fue la única disciplina deportiva durante las 13 primeras olimpíadas, luego se fueron agregando deportes de combate, boxeo (pancracio), interdisciplinas como pentatlón, competencias artísticas, carreras de hoplitas ("hoplitodromos", carrera con escudo y casco), y otros.